# بیل دمپسی (بازیکن فوتبال)
بیل دمپسی (انگلیسی: Bill Dempsey; ۱۰ سپتامبر ۱۸۹۶ – ۱۹۶۷ (۷۰−۷۱ سال)) بازیکن فوتبال بود.
از باشگاه‌هایی که در آن بازی کرده‌است می‌توان به باشگاه فوتبال کویینز پارک رنجرز اشاره کرد.